# Hermacha fulva
Hermacha fulva là một loài nhện trong họ Nemesiidae.
Hermacha fulva được miêu tả năm 1917 bởi Tucker.